# Séverine Cornamusaz
Séverine Cornamusaz, née en 1975 à Lausanne, est une réalisatrice suisse de cinéma.

## Biographie
Séverine Cornamusaz  est diplômée de l’École de Photographie de Vevey. Formée au cinéma à la New York Film Academy et à Andrzej Wajda Master Film School of Directing à Varsovie. De 1996 à 2005, elle a réalisé cinq courts-métrages de fiction et a travaillé comme monteuse. Cœur animal est son premier long-métrage de fiction.

## Filmographie
Réalisatrice
- 2009 : Cœur animal
- 2013 : Cyanure

## Courts métrages
- 1996 : Inside
- 1997 : Intrusions
- 1998 : Family Bondage
- 2003 : La moto de ma mère
- 2006 : Crossing Paths film collectif
- 2018 : 14-18 des enfants Belges en Suisse. À l'automne 1914 des civils créent le Comité suisse de secours aux réfugiés belges, en collaboration amicale entre Mary Widmer-Curtat, reine Élisabeth, et Miss Georgiana Fyfe.

## Récompenses
- 2009 : Prix du cinéma suisse, Quartz Meilleur film et Meilleur acteur pour Cœur animal